# Міхалув (Польковицький повіт)
Міхалув (пол. Michałów) — село в Польщі, у гміні Хоцянув Польковицького повіту Нижньосілезького воєводства.
Населення — 176 осіб (2011).
У 1975—1998 роках село належало до Легницького воєводства.
У селі проходить щорічний фестиваль лемківської культури Лемківська ватра на чужині.

## Демографія
Демографічна структура станом на 31 березня 2011 року:
|          | Загалом | Допрацездатний вік | Працездатний вік | Постпрацездатний вік |
| -------- | ------- | ------------------ | ---------------- | -------------------- |
| Чоловіки | 95      | 13                 | 69               | 13                   |
| Жінки    | 81      | 6                  | 47               | 28                   |
| Разом    | 176     | 19                 | 116              | 41                   |